# Sveriges damlandslag i sjumannarugby
Sveriges damlandslag i sjumannarugby representerar Sverige i sjumannarugby på damsidan.
Laget har sedan 2003 gjort flera medverkanden i Europamästerskapet.

### Webbkällor
Den här artikeln är helt eller delvis baserad på material från polskspråkiga Wikipedia, 26 mars 2014.